# Léonard Nyangoma
Léonard Nyangoma (Rutundwe, 31 de diciembre de 1952) es un político burundés y antiguo líder rebelde.

## Biografía
Nació en la población de Rutundwe, ubicada en la provincia de Bururi, en la entonces colonia belga de Ruanda-Urundi. Se licenció en matemáticas en la Universidad de Burundi en 1979.
Tras graduarse de la universidad, fue nombrado prefecto de estudios en la Escuela Normal de Rutovu, donde trabajó hasta 1988. También se desempeñó como entrenador atlético principal de la escuela. De 1980 a 1988 se desempeñó como jefe de la seccional de Bururi de la Union Syndicale des Travailleurs du Burundi (UTB), fecha de la cual pasó a ser subsecretario general de la UTB hasta 1991.
Fue miembro fundador del Frente para la Democracia en Burundi (FRODEBU), y en las elecciones legislativas de junio de 1993 obtuvo un escaño en la Asamblea Nacional, en representación del distrito electoral de Bururi. Dirigió la campaña presidencial del líder del FRODEBU, Melchior Ndadaye, para las elecciones de ese mismo año. Ndadaye resultó elegido presidente y nombró a Nyangoma como Ministro de la Función Pública, Trabajo y Repatriación de Refugiados.
A primera hora de la mañana del 21 de octubre de 1993, miembros del Ejército de Burundi lanzaron un intento de Golpe de Estado y atacaron el Palacio Presidencial. Durante el golpe, Nyangoma fue a casa de Déo Ngendahayo, hermano del ministro de Comunicaciones, Jean-Marie Ngendahayo. Ngendahayo realizó varias llamadas a Jefe del Estado Mayor del Ejército, Jean Bikomagu, pero los tres hombres sospecharon de sus intenciones y decidieron dirigirse al almacén de un empresario belga, para posteriormente buscar refugio en la Embajada Francesa hasta que pasó el golpe. Durante la presidencia interina de Sylvie Kinigi retuvo su puesto en el gabinete y una vez asumió como presidente, Cyprien Ntaryamira lo nombró Ministro de Estado encargado del Interior y Seguridad Pública.
El 24 de septiembre de 1994, Nyangoma fundó un grupo de exiliados escindido del FRODEBU, el Conseil National Pour la Défense de la Démocratie (CNDD). El CNDD luego hizo una alianza con las Forces pour la Défense de la Démocratie (FDD), un grupo rebelde, creando el CNDD-FDD. En esta unión, el CNDD era el brazo político, mientras el FDD era el brazo armado. En 1998, Jean-Bosco Ndayikengurukiye, jefe de personal de Nyangoma, provocó un cisma al derrocar a este último por problemas de liderazgo y pérdidas sufridas por el grupo durante la Primera Guerra del Congo; la facción de Nyangoma se separó de nuevo como CNDD y tomó un asiendo en la mesa de negociaciones de los Acuerdos de Arusha, mientras la facción de Ndayikengurukiye continuó su lucha como CNDD-FDD.
Nyangoma regresó a Burundi en febrero de 2005, siendo el último líder rebelde de la guerra en hacerlo. Ese año fue elegido miembro del consejo comunal de Songa y en las elecciones legislativas posteriores fue reelegido miembro de la Asamblea Nacional por el distrito electoral de Bururi para cumplir un mandato de cinco años. El 31 de julio de 2015 fue nombrado jefe del Consejo Nacional para el respeto del Acuerdo de Arusha y del Estado de Derecho (CNARED), una agrupación política dedicada a oponerse al intento del presidente Pierre Nkurunziza de buscar un tercer mandato.